# リン酸基

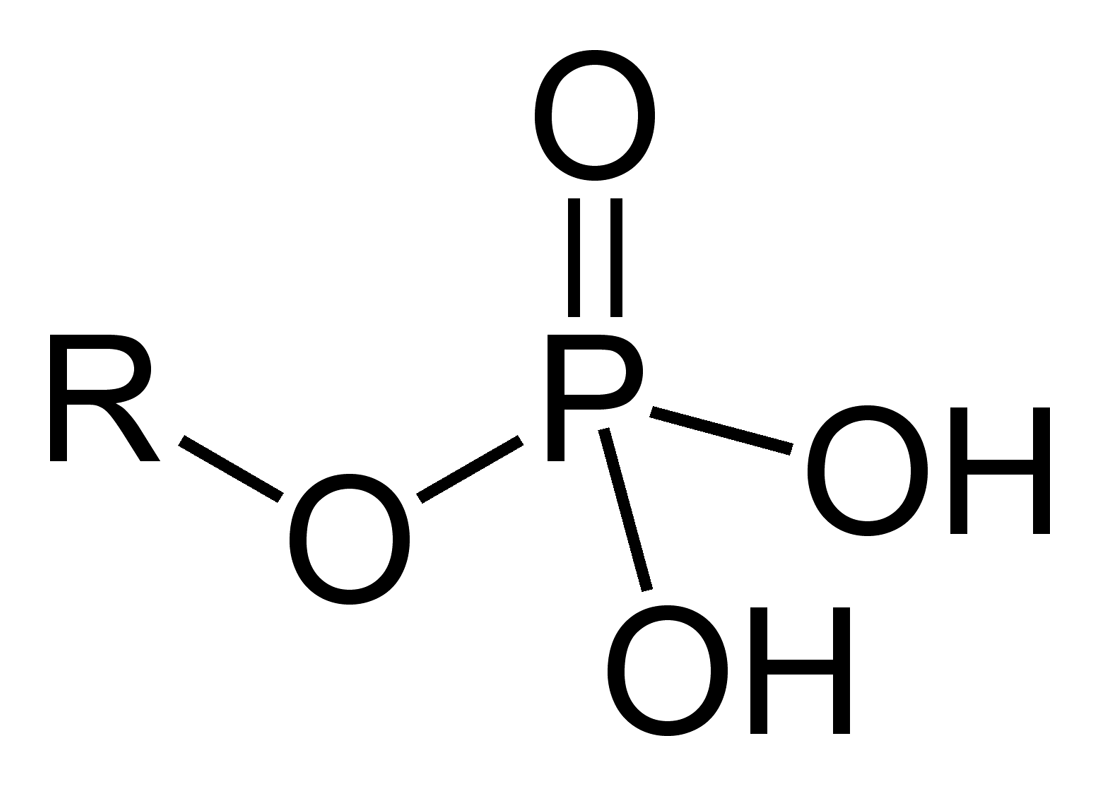
リン酸基の構造

リン酸基（—さんき、phosphate group）は官能基の一種で、リン酸からヒドロキシ基を取り除いたものにあたる1価の官能基。構造式は H2PO4− と表され、しばしば P と略記される。リン酸基を含む化合物の名称は、置換名ではホスホ- (phospho-)、基官能名ではリン酸-または-リン酸となる。

## 生体内での役割
生体内において、リン酸基はとても重要な役割を果たしている。ATPやNADPHにおいては、リン酸基同士の無水結合は高エネルギーリン酸結合と呼ばれ、エネルギーを貯える重要な役割を担っている。また核酸中でもリン酸基を介したフォスフォジエステル結合がヌクレオチド分子同士を連結している。さらに、タンパク質の働きもリン酸基の有無によって調節される場合が多々あり、キナーゼやホスファターゼといった酵素の働きでコントロールされている。

## 主な化合物
- リン酸
- アデノシン三リン酸 (ATP)
- デオキシリボ核酸 (DNA)
- ニコチンアミドアデニンジヌクレオチドリン酸 (NADPH)